# 키위허그
키위허그은 대한민국의 아트 록 밴드이다.
혜성(HYE), 준하로 구성되어 있으며, 현재까지 2장의 싱글 음반과 1장의 리믹스 EP 음반을 발매했다.

## 역사

### 결성과 데뷔 싱글
키위허그(Kiwihug)는 2023년에 결성된 대한민국 출신의 아트 락 밴드로, 독창적이고 날 것 같은 아방가르드 음악 스타일로 주목받고 있다.
예측 불가능한 음악 여정, 매 순간 새로움을 선사하는 순수한 창의적 실험들을 바탕으로 밴드 키위허그가 탄생하였다고 한다.

'Small Town Madness!' Album Cover

2023년, 키위허그는 첫 싱글 "Small Town Madness!"를 발매하며 공식적인 음악 활동을 알렸다.
이 곡은 크게 두 파트로 나뉘어 다른 시대의 사운드를 한 곡으로 합쳐놓은 신선한 시도로 팬들과 평단의 호평을 받았다. 특히, 이 곡은 밴드의 정체성을 확립하는 데 중요한 역할을 했으며, 그들의 잠재력을 엿볼 수 있는 데뷔작으로 평가받고 있다.
키위허그는 첫 싱글을 통해 인디 음악 신(Scene)에 강렬한 인상을 남겼으며, 앞으로의 활동에 대한 기대감을 높였다.

### 소포모어 싱글 앨범 발매
2024년 5월, 근 1년간의 공백기를 깬 키위허그는 두 번째 싱글 "Black Goat"를 발표와 함께 인트로격인 싱글 "만시(Elegy Song)"를 선보이며 새로운 음악적 장을 열었다. "만시(Elegy Song)"은 IDM(지능형 댄스 음악)적인 요소가 강하게 가미된 실험적인 트랙으로, 정교한 비트와 몽환적인 사운드 스케이프를 통해 청자들에게 독특한 몰입감을 선사하며 본작 *"Black Goat"*로 이어지는 서사를 구축하는 중요한 역할을 한다.

'Black Goat' Album Cover

한편, 전작보다 두드러지게 어두워진 "Black Goat"는 강렬하고 어두운 분위기 속에서 키위허그 특유의 날카롭고 순수한 사운드를 깊이 있게 담아낸 곡이다. 신비로운 선율과 실험적인 편곡은 기존의 키위허그 음악 틀에서 벗어나 강렬한 메시지를 전달했다.
이 곡은 청자들에게 강렬한 인상을 남기며 키위허그의 음악적 깊이와 새로운 방향성을 보여주는 전환점으로 평가받고 있다.
"Black Goat"는 팬들과 평단 모두에게 호평을 받으며, 밴드의 창의적 여정을 더욱 확고히 하는 작품이 되었다. 같은 해 11월에는 EP 〈Black Goat Remix〉가 발매되었다.

## 멤버

First Single, 'Small Town Madness' Promotional Photo of HYE.

- 혜성(HYE) – vocals, beat program
- 준하 – guitar, bass

## 음반 목록

### 싱글 음반
- Small Town Madness! (2023)[1]
- Black Goat (2024)[1]
- Black Goat Remix (2024)[1]

### 뮤직비디오
- Small Town Madness! (2024)[2]
- Small Town Madness! Side-B (2024)[3]
- Black Goat (2024)[4]